# Paris Saint-Germain Football Club 1993-1994
Questa voce raccoglie le informazioni riguardanti il Paris Saint-Germain Football Club nelle competizioni ufficiali della stagione 1993-1994.

## Stagione
Assunto il comando della classifica della Division 1 all'undicesima giornata, per tutto il resto del campionato il PSG rimase saldamente in vetta; pareggiato lo scontro diretto con l'Olympique Marsiglia, la squadra proseguì il cammino verso il titolo con cospicui vantaggi sui rivali, ottenendolo infine con due gare di anticipo sulla conclusione del campionato.
In Coppa delle Coppe la squadra superò agevolmente i primi due turni contro APOEL e FCU Craiova, per poi eliminare il Real Madrid ai quarti di finale vincendo all'andata e pareggiando in rimonta al Santiago Bernabéu. Il cammino del PSG si interruppe in semifinale contro l'Arsenal, con una sconfitta di misura nella gara di ritorno a Highbury.

## Maglie e sponsor
Lo sponsor tecnico per la stagione 1993-1994 è Nike. Sulla parte anteriore della maglia vi sono gli sponsor ufficiali Tourtel e Commodore Amiga, mentre per le maniche vi è Seat. Viene ripristinato il blu come colore dominante delle divise, proponendo un modello simile a quello degli anni settanta, ma con bordature bianche e più strisce (rosse su sfondo blu per la divisa in casa e blu su fondo bianco per la seconda divisa) che, andando verso il centro, diventano sempre più spesse.
| Casa | Trasferta | Terza divisa |

## Organigramma societario
Di seguito l'organigramma societario:
Area direttiva
- Presidente onorario: Henri Patrelle
- Presidente: Michel Denisot
- Consiglieri: Pierre Aranzana, Bernard Brochand, Alain Cayzac, Alain De Greef, Guy Drut, Pierre Lescure, Annie Lhéritier, Simon Tahar, Charles Talar, Jean Tiberi
- Amministratore: Pierre Frelot
- Direttore generale: Jean-François Domergue

Area comunicazione
- Relazioni esterne: Pierre Jozroland
- Addetto stampa: Virginie Leduc

Area marketing
- Responsabili: Richard Cadudal, Marianne Eshet
- Abbonamenti: Fréderique Schmite

Area tecnica
- Direttore sportivo: Jean-Michel Moutier
- Allenatore: Artur Jorge
- Allenatore in seconda: Denis Troch
- Collaboratore tecnico: Nabatingue Toko
- Preparatore dei portieri: Joël Bats

Area sanitaria
- Responsabile: Francis Lepage
- Medico sociale: Yves Demarais
- Massaggiatori: Joël Lehir, Philippe Etienne, André Lansande
- Podologo: Gilles Watelle

## Rosa
| N. |                    | Ruolo | Calciatore              |
| -- | ------------------ | ----- | ----------------------- |
|    | Francia (bandiera) | P     | Luc Borrelli            |
|    | Francia (bandiera) | P     | Vincent Fernandez       |
|    | Francia (bandiera) | P     | Bernard Lama            |
|    | Francia (bandiera) | D     | Roméo Calenda           |
|    | Francia (bandiera) | D     | José Cobos              |
|    | Francia (bandiera) | D     | Patrick Colleter        |
|    | Francia (bandiera) | D     | Jean-Claude Fernandes   |
|    | Brasile (bandiera) | D     | Ricardo Gomes           |
|    | Francia (bandiera) | D     | Antoine Kombouaré       |
|    | Francia (bandiera) | D     | Paul Le Guen (capitano) |
|    | Francia (bandiera) | D     | Francis Llacer          |
|    | Francia (bandiera) | D     | Alain Roche             |

| N. |                    | Ruolo | Calciatore         |
| -- | ------------------ | ----- | ------------------ |
|    | Francia (bandiera) | D     | Jean-Luc Sassus    |
|    | Francia (bandiera) | C     | Laurent Fournier   |
|    | Francia (bandiera) | C     | David Ginola       |
|    | Francia (bandiera) | C     | Vincent Guérin     |
|    | Francia (bandiera) | C     | Pierre Reynaud     |
|    | Brasile (bandiera) | C     | Valdo Filho        |
|    | Francia (bandiera) | A     | Daniel Bravo       |
|    | Francia (bandiera) | A     | François Calderaro |
|    | Francia (bandiera) | A     | Xavier Gravelaine  |
|    | Brasile (bandiera) | A     | Raí                |
|    | Liberia (bandiera) | A     | George Weah        |

## Statistiche

### Statistiche di squadra
| Competizione      | Punti | Totale | Totale | Totale | Totale | Totale | Totale | D.R. |
| Competizione      | Punti | G      | V      | N      | P      | Gf     | Gs     | D.R. |
| ----------------- | ----- | ------ | ------ | ------ | ------ | ------ | ------ | ---- |
| Division 1        | 59    | 38     | 24     | 11     | 3      | 54     | 22     | +32  |
| Coppa di Francia  | -     | 4      | 3      | 0      | 1      | 15     | 3      | -    |
| Coppa delle Coppe | -     | 8      | 4      | 2      | 2      | 11     | 4      | -    |
| Totale            | -     | 50     | 31     | 13     | 6      | 80     | 29     | -    |

### Statistiche dei giocatori
| Giocatore      | Division 1 | Division 1 | Division 1  | Division 1 | Coupe de France | Coupe de France | Coupe de France | Coupe de France | Coppa delle Coppe | Coppa delle Coppe | Coppa delle Coppe | Coppa delle Coppe | Totale   | Totale | Totale      | Totale     |
| Giocatore      | Presenze   | Reti       | Ammonizioni | Espulsioni | Presenze        | Reti            | Ammonizioni     | Espulsioni      | Presenze          | Reti              | Ammonizioni       | Espulsioni        | Presenze | Reti   | Ammonizioni | Espulsioni |
| -------------- | ---------- | ---------- | ----------- | ---------- | --------------- | --------------- | --------------- | --------------- | ----------------- | ----------------- | ----------------- | ----------------- | -------- | ------ | ----------- | ---------- |
| L. Borrelli    | 2          | -1         | 0           | 0          | 0               | 0               | 0               | 0               | 0                 | 0                 | 0                 | 0                 | 2        | -1     | 0           | 0          |
| D. Bravo       | 22         | 1          | 2           | 0          | 3               | 1               | 0               | 0               | 7                 | 0                 | 0                 | 0                 | 32       | 2      | 2           | 0          |
| F. Calderaro   | 7          | 0          | 0           | 0          | 1               | 0               | 0               | 0               | 0                 | 0                 | 0                 | 0                 | 8        | 0      | 0           | 0          |
| R. Calenda     | 1          | 0          | 0           | 0          | 0               | 0               | 0               | 0               | 0                 | 0                 | 0                 | 0                 | 1        | 0      | 0           | 0          |
| J. Cobos       | 14         | 0          | 1           | 0          | 2               | 0               | 0               | 0               | 2                 | 0                 | 0                 | 0                 | 18       | 0      | 1           | 0          |
| P. Colleter    | 32         | 0          | 10          | 1          | 3               | 0               | 0               | 0               | 7                 | 0                 | 1                 | 0                 | 42       | 0      | 11          | 1          |
| J.C. Fernandes | 1          | 0          | 0           | 0          | 0               | 0               | 0               | 0               | 0                 | 0                 | 0                 | 0                 | 1        | 0      | 0           | 0          |
| V. Fernandez   | 0          | 0          | 0           | 0          | 0               | 0               | 0               | 0               | 0                 | 0                 | 0                 | 0                 | 0        | 0      | 0           | 0          |
| L. Fournier    | 26         | 1          | 6           | 1          | 2               | 1               | 0               | 0               | 8                 | 0                 | 1                 | 0                 | 36       | 2      | 7           | 1          |
| D. Ginola      | 28         | 13         | 2           | 0          | 3               | 3               | 0               | 0               | 8                 | 2                 | 1                 | 0                 | 39       | 18     | 3           | 0          |
| X. Gravelaine  | 21         | 2          | 1           | 0          | 4               | 3               | 0               | 0               | 6                 | 1                 | 0                 | 0                 | 31       | 6      | 1           | 0          |
| V. Guérin      | 35         | 7          | 7           | 0          | 3               | 1               | 0               | 0               | 7                 | 3                 | 0                 | 0                 | 45       | 11     | 7           | 0          |
| A. Kombouaré   | 9          | 0          | 0           | 0          | 0               | 0               | 0               | 0               | 1                 | 0                 | 0                 | 0                 | 10       | 0      | 0           | 0          |
| B. Lama        | 37         | -22        | 4           | 0          | 4               | -3              | 0               | 0               | 8                 | -3                | 0                 | 0                 | 49       | -28    | 4           | 0          |
| P. Le Guen     | 37         | 7          | 3           | 0          | 4               | 1               | 0               | 0               | 7                 | 1                 | 2                 | 0                 | 48       | 9      | 5           | 0          |
| F. Llacer      | 23         | 1          | 3           | 0          | 2               | 0               | 0               | 0               | 5                 | 0                 | 2                 | 0                 | 30       | 1      | 5           | 0          |
| Raí            | 28         | 6          | 0           | 0          | 4               | 2               | 0               | 0               | 4                 | 0                 | 0                 | 0                 | 36       | 8      | 0           | 0          |
| P. Reynaud     | 1          | 0          | 0           | 0          | 0               | 0               | 0               | 0               | 0                 | 0                 | 0                 | 0                 | 1        | 0      | 0           | 0          |
| R. Gomes       | 26         | 2          | 7           | 0          | 4               | 0               | 0               | 0               | 7                 | 1                 | 1                 | 0                 | 37       | 3      | 8           | 0          |
| A. Roche       | 30         | 2          | 6           | 0          | 4               | 0               | 0               | 0               | 7                 | 0                 | 0                 | 0                 | 41       | 2      | 6           | 0          |
| J.L. Sassus    | 29         | 0          | 5           | 1          | 2               | 0               | 0               | 0               | 8                 | 1                 | 1                 | 0                 | 39       | 1      | 6           | 1          |
| Valdo Filho    | 30         | 1          | 2           | 0          | 3               | 0               | 0               | 0               | 6                 | 1                 | 0                 | 0                 | 39       | 2      | 2           | 0          |
| G. Weah        | 32         | 11         | 0           | 0          | 3               | 2               | 0               | 0               | 5                 | 1                 | 0                 | 0                 | 40       | 14     | 0           | 0          |